# Franz Plazid de Schumacher im Himmelrich

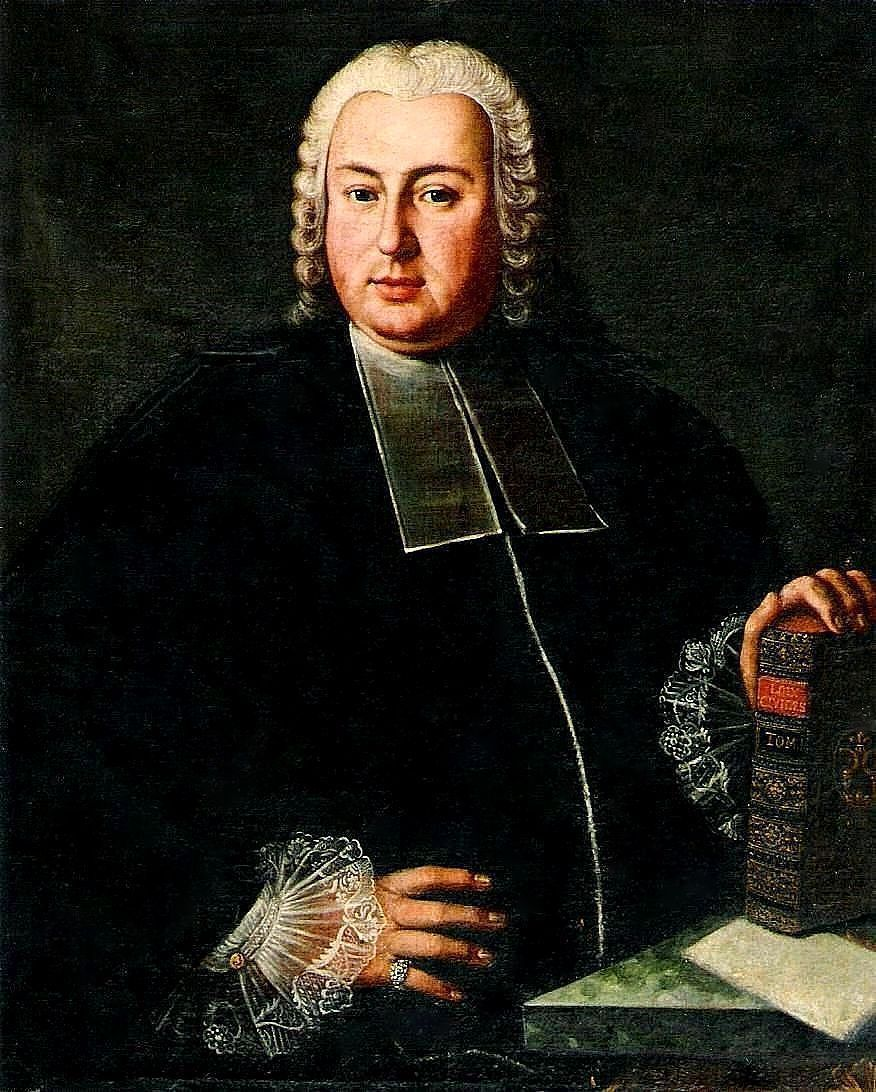
FranzPlazid de Schumacher im Himmelrich. Seine Hand ruht auf einem Buch, dessen Einband das Familienwappen ziert.

Franz Plazid de Schumacher im Himmelrich (* 27. November 1725 in Luzern; † 18. April 1793 ebenda), vermählt mit Elisabeth Pfyffer von Altishofen, stammt aus der gleichnamigen Luzerner Patrizierfamilie Schumacher. Er war, wie später sein Sohn Franz Xaver, typischer Vertreter des gebildeten Ancien régimes. Er war Ratsherr und Offizier, betätigte sich als Wissenschaftler und Architekt und gilt als Pionier der Luftfahrt. Er pflegte Kontakte u. a. zu Franz Ludwig Pfyffer von Wyher und Charles François Exchaquet, in dessen Familie seine Enkelin einheiratete.

## Leben und Wirken

### Staatsmann und Militär
Franz Plazid Schumacher trat 1742 als Offizier im Luzerner Regiment Keller in den Dienst des Königs von Sardinien-Piemont und stieg danach als Glied der damals einflussreichsten Familie Luzerns die Laufbahn des aristokratischen Staatsmannes empor. Er war Kleinrat, Oberzeugherr, Tagsatzungsgesandter und eidgenössischer Landvogt in Locarno. Auch hatte er das Kommando über das von Uri ins Livinental gesandte Entsatzheer.

### Emigration
Um die Mitte des 18. Jahrhunderts tobte unter den regierenden Familien Luzerns ein erbitterter Parteienkampf (Der Schumacher-Meyer-Handel), in den auch Franz Plazid Schumacher verwickelt war. 1763 musste er deswegen Luzern verlassen. Er zog mit seiner Familie nach Italien, wo er an der Universität Bologna mathematische Wissenschaften studierte. Er verfertigte verschiedene Teleskope und wurde im Jahre 1770 von Herzog Franz III. von Modena in einem eigenhändigen persönlichen Schreiben zum herzoglichen Ingenieur-Hauptmann ernannt.

### Architekt und Astronom

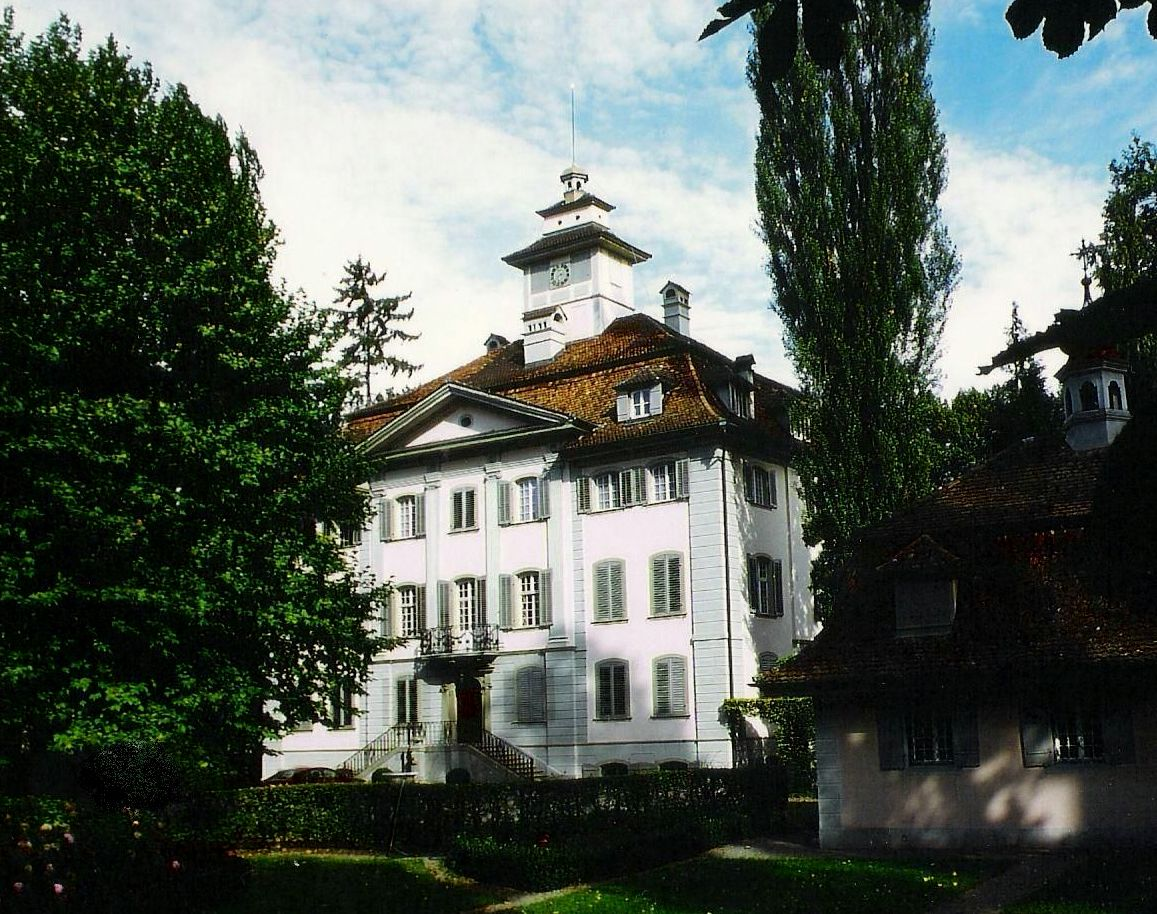
Das Himmelrich Herrenhaus mit Observatorium auf dem Dach und der von Nuntius Caprara eingesegneten Kapelle.

Als in den Luzerner Flügelkämpfen die Familie Schumacher gegen Joseph Rudolf Valentin Meyer die Oberhand gewann, konnte Franz Plazid nach Hause zurückkehren. Er errichtete 1772 im Gefühl der Genugtuung und nach eigenen Plänen (er war Kavaliersarchitekt) einen Edelsitz mit grosszügig angelegter Gartenanlage und flankierenden Nebengebäuden. Die Hauskapelle wurde von Nuntius Giovanni Battista Caprara persönlich eingesegnet, was die Bedeutung der Familie Schumacher in kirchlichen Kreisen unterstreicht. Auf diesem mit einem Observatorium versehenen Sitz, genannt „Himmelrich“, widmete sich Franz Plazid Schumacher zusammen mit seinem Sohn Franz Xaver der Astronomie. Beim Merkurdurchgang vom 4. Mai 1786 berichtete er beispielsweise der Redaktion der Zürcher Monatlichen Nachrichten:
„.... Daraus ergibt sich, dass zur Beobachtung des Durchganges ein achromatisches Fernrohr, welches die Sonnenscheibe über zwei Fuss vergrössert und eine auf den Meridian gerichtete Sekundenuhr benutzt wurden, dass beim Aufgange der Sonne über den Bergen die Immersion schon vorüber war, dagegen die Conjunction in Länge um 6 h 6 m 21 s und die Emmersion in Länge um 9 h 3 m 21 s beobachtet werden konnten.“ Beiläufig erwähnte er, dass „die Sonne nie soviel Flecken wie diesmal hatte“ und dass die Polhöhe von Luzern 46° 47' und diejenige von St. Urban 47° 13' betrage.

### Experimente mit Montgolfieren
1784 beteiligte sich Franz Plazid Schumacher an den Ballonversuchen seines Sohnes Franz Xaver. Beteiligt waren auch einige Mitglieder der Gesellschaft der Herren zu Schützen. Die Montgolfièren waren prächtig geziert und hatten Tiere an Bord. Der Aufstieg über dem Vierwaldstättersee zog jedes Mal eine grosse Menschenmenge an. Franz Plazid und Franz Xaver beobachteten die Versuche von ihrem Observatorium mit Fernrohren, stellten Berechnungen an und beschrieben das Verhalten von Ballon und Lebewesen. Als eine dieser Montgolfieren infolge eines Windstosses aus fast 500 Metern Höhe brennend abstürzte, erliess die Regierung ein Verbot für dergleichen gefährlichen Experimente, denn die brennende Ballonhülle hätte auch über die weitgehend aus Holzhäusern bestehende Stadt abstürzen können.

### Lebensende
Im gleichen Jahr (1784) überschrieb Franz Plazid Schumacher den Himmelrichsitz an seinen Sohn, dem er auch alles Weitere überliess. Er zog sich zurück und beschäftigte sich nur noch mit seinen Liebhabereien.